# Autopsja (album)
Autopsja – pierwszy studyjny album polskiego rapera AK-47, którego premiera odbyła się 14 września 2013 roku. Wydawnictwo ukazało się nakładem wytwórni Proper Records. Album utrzymany jest w stylu hardcore rap. Za produkcję wszystkich utworów na płycie odpowiedzialny był producent muzyczny MSB, z pochodzenia Francuz.
W ramach promocji do pochodzących z albumu utworów „Gorillo in the Jungle”, „Nerwobóle” i „Znów igrasz z losem” zostały zrealizowane teledyski, które wyreżyserowali Ignacy Matuszewski i Konrad Olszewski.
Płyta zadebiutowała na 19. miejscu polskiej listy notowań OLiS.

## Lista utworów
Źródło.
1. „Wstęp”
2. „Niekiedy”
3. „Na tym samym wózku” (gości. Max)
4. „Idę doliną”
5. „Droga na skróty” (gości. BamZ)
6. „Znów igrasz losem”
7. „Nieufnie” (gości. D13)
8. „Jest mi wstyd”
9. „Dary” (gości. Hinol)
10. „Cela 404/2011”
11. „Co więcej” (gości. Jongmen)
12. „Cela 404/2013”
13. „Gorillo in the Jungle” (gości. Jano TZWM)
14. „Nerwobóle”
15. „Podjazd” (gości. Sylwek)
16. „Ostrożności nigdy dosyć”
17. „Vabank”
18. „Zakończenie”